# Паламіді
Паламіді (грец. Παλαμήδι) — фортеця у Нафпліоні (Греція), побудована венеційцями в 1687 р. Будівництво фортеці розпочалося після того як венеційці відбили пагорб (висота 216 м) у турків під час венеційсько-турецької війни. Пагорб, був названий на честь гроя з твору Гомера - Паламеда.

## Історія
Створення фортечної споруди Паламіді було ідеєю Августина Сагредо, побудовано за короткий період 1711-1714 pp. за проектами французьких інженерів Джаксіч і Лазаль. Це була остання фортеця, побудована венеційцями поза межами Венеції.
Фортеця складається з восьми самостійних бастіонів, які поєднувалися між собою однією стіною і мали комори, цистерни та озброєння. Бастіони спочатку були названі венеційськими іменами, такими як Морозіні і Сагредо, пізніше — турецькими і під кінець — грецькими. Перший бастіон із заходу називається Робер (Деніз Дап'я). Піднімаючись на схід, можна побачити бастіони в такій черговості. Спочатку великий бастіон Святого Андрія Первозванного, який був штабом форту та там була каплиця цього святого. З його північного боку знаходиться бастіон Леонід (Тобрак Дап'я) і далі — Мілтіад (Базірьян Дап'я), де є центральний вхід до фортеці і де закінчується сучасна дорога. На сході розташовані бастіони Ахіллес а (Юрус Дарина), звідки турки в 1715 р. захопили Паламіді, підірвавши його, звідти ж вторглися греки в нього в 1822 р. напередодні свята Святого Андрія на чолі зі Стайкосом Стайкополусом, а після очищення  каплиці її було освячено на честь Святого Андрія та цей день вважається святом (30 листопада).

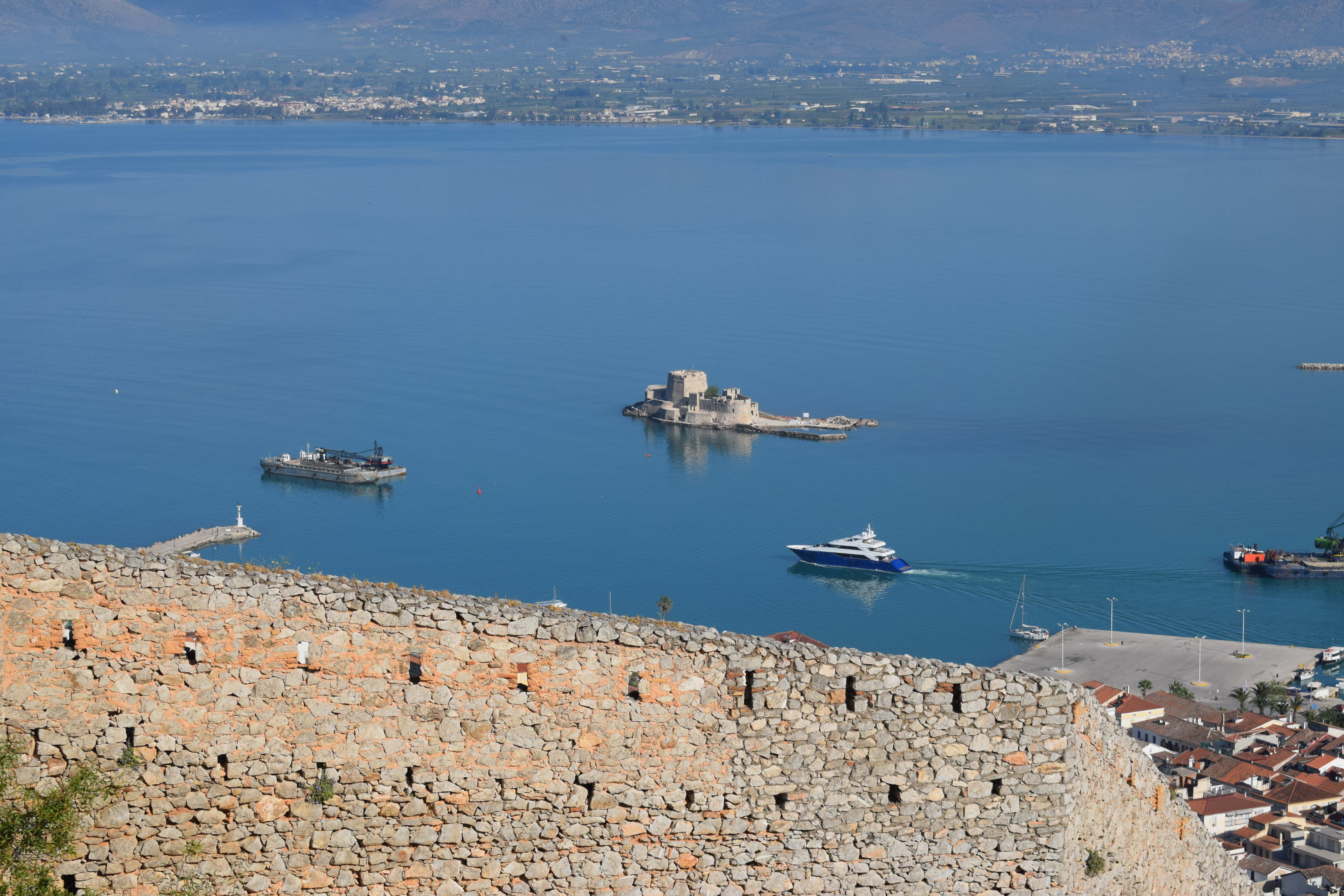
Вид з фортеці на місто та Бурдзі

Останній бастіон, Фокіон, був побудований в період турецького панування  і не був частиною венеційських фортифікацій. Під час правління турків в фортецю був заборнений вхід ххристиян.
Фортеця захищала вхід в Арголідську затоку, а кожен з її бастіонів в разі потреби міг продовжувати оборону, навіть якщо бастіони, розташовані поруч, вже були захоплені ворогом.

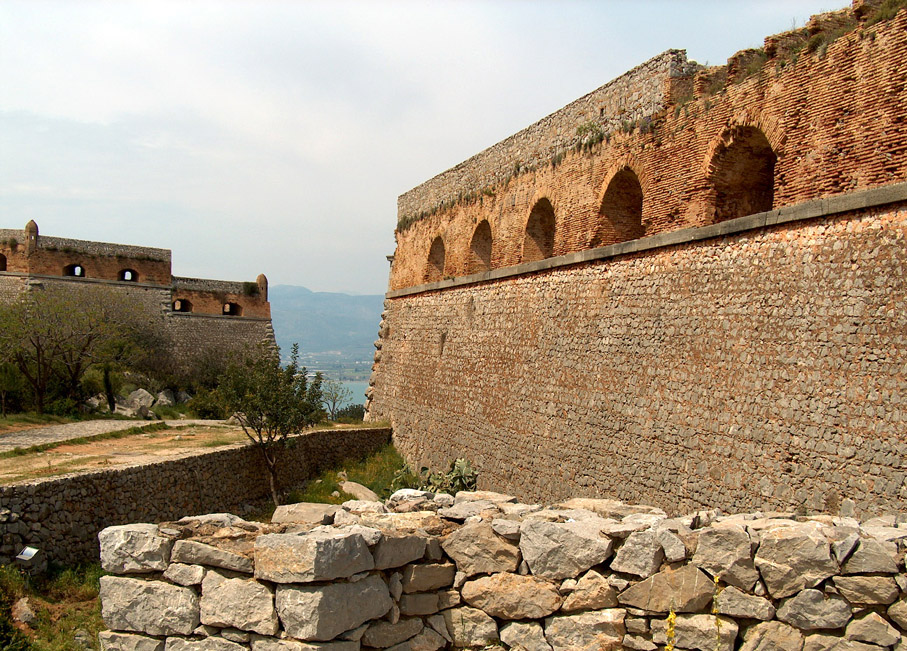

Під час грецької революції 1821 р. турки захопили фортецю, однак 30 листопада 1822 р. греки вибили агресорів з Паламіді.

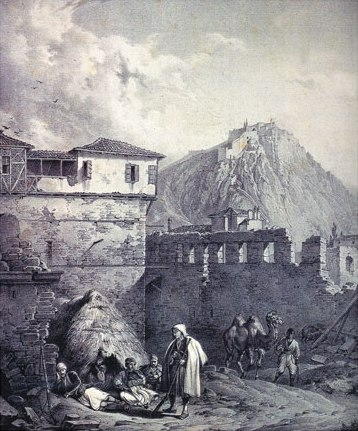
Паламіді. Літографія 1826 р.

Після революції Паламіді  та аж до 1926 року служила в'язницею, до якої в 1833 році було ув'язнено Теодороса Колокотроніса. Він був звільнений 11 місяців потому, за наказом короля Оттона. У тому ж році у фортецю привезли гільйотину  та до 1913 року страчено 25 осіб.

## Сучасність
Фортеця відкрита для туристів з 1969 року. Нині до фортеці можна потрапити або дорогою, яка закінчується біля східних воріт, або сходами, що знаходиться на західній стороні фортеці на схід від бастіону Грімані. Традиційно вважається, що сходинок 999, а тисячна була зруйнована конем Колокотроніса. Однак насправді їх менше (857), і вони були побудовані в'язнями під наглядом баварської армії під час правління короля Оттона.
В фортеці проводяться різномінітні культурні заходи. Вхід в фортецю коштує Євро 8, а пільговий - 4.

### Безкоштовний вхід
- 6 березня (на згадку про Меліну Меркурі);
- 18 квітня (Міжнародний день пам'ятників);
- 18 травня (Міжнародний день музеїв);
- Останні вихідні вересня щорічно (Дні європейської спадщини);
- 28 жовтня;
- Кожну першу неділю з 1 листопада по 31 березня.[6]